# 雲鶴
雲鶴（1942年4月—），本名藍廷駿，生於菲律賓。菲律賓《世界日報》文藝副刊主編。

## 生平
1967年於菲律賓遠東大學畢業。五十年代末、六十年代初創組「自由詩社」、1982年倡組「新潮文藝社」。
1961年至1962年於《華僑週刊》主編《詩潮》詩刊並編選《詩潮│第一年選》；1982年任菲律賓《世界日報‧文藝副刊》主編；1987年任「菲律賓作家聯盟」（UMPIL）理事。六十年代曾為台灣中國詩人聯誼會會員、香港現代文學美術協會會員、《創世紀》詩刊編委；現為中國作家協會會員、菲律賓記者總會會員。

## 主要作品：
- 《憂鬱的五綫譜》（1959）
- 《秋天裏的春天》（1960）
- 《盜虹的人》（1961）
- 《藍塵》（1963）
- 《野生植物》（1985）
- 《詩影交輝》（1989）
- 《雲鶴的詩100首》（2002）